# Wadji
Wadji (auch Hor-wadji, Hor-djet, Horus „Schlange“) ist der Name eines altägyptischen Königs (Pharaos) der 1. Dynastie (Frühdynastische Zeit), welcher um 2960/30 v. Chr. regierte.

## Belege

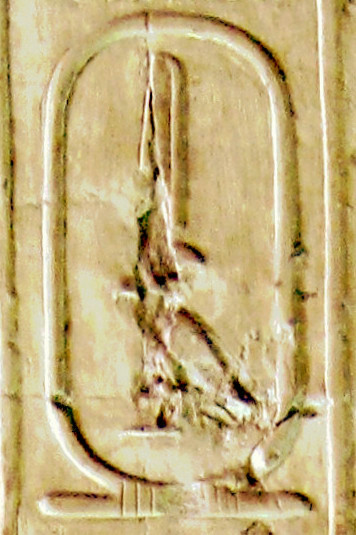
Der Name Ita in einer Kartusche in der Abydos-Liste.

Der Name Wadjis ist vielleicht in einer Felsinschrift im Schatt er-Rigal (südlich von Edfu) belegt und weist eine ungewöhnliche Schreibweise seines Horusnamens auf: Neben dem herkömmlichen Symbol einer Schlange erscheint im Serech ein Papyrusstängel-Zeichen (M13).
Die Inschrift wurde zunächst von dem Ägyptologen Flinders Petrie kopiert. Georges Legrain besprach die Inschrift nochmals in: Annales du service des antiquités de l'Égypte und legte eine leicht veränderte Kopie vor, die vor allem den Horusfalken mit Krone zeigt.
Jürgen von Beckerath, der die Inschrift ebenfalls Wadji zuordnet, ist jedoch der Überzeugung, dass die Inschrift erst lange nach dem Tod des Herrschers angebracht wurde.

## Familie
Verheiratet war der Regent mit Königin Meritneith. Da diese unmittelbar nach Wadjis Tod selbst den Thron bestieg, nehmen Ägyptologen an, dass sie erst kurz vor Wadjis Tod „Königliche Gemahlin“ geworden war und die vorherige Gattin des Wadji, Königin Herneith, verdrängt hatte. Als ein möglicher Sohn des Wadji wird sein Thronnachfolger Den angesehen.

## Regierung

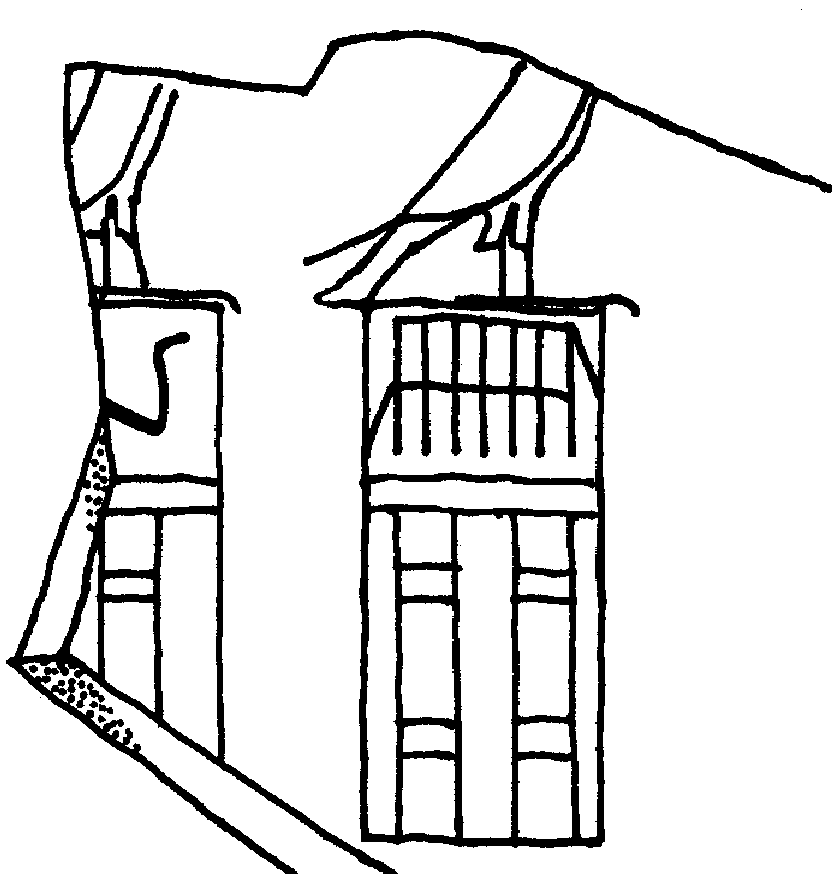
Schieferfragment K-5089 mit den Horusnamen der Könige Djer und Wadji

Wadji regierte etwa 10 Jahre und zwei Monate. Aus einem Kalendereintrag geht Djers Todesdatum vom 7. Peret III hervor. Die Regierungszeit seines Nachfolgers Wadji begann am 22. Peret IV. Da auf dem Annalenstein ansonsten bei einem Regierungswechsel innerhalb des Kalenderjahres die Regierungszeiten zweier Könige 365 Tage ergeben, bleiben die Gründe für die Differenz von 45 Tagen unklar. In den Pyramidentexten des Alten Reiches wird eine Einbalsamierungsdauer von 70 Tagen genannt, die jedoch bei nur 45 Tagen Regierungszeitdifferenz nicht für eine Mumifizierung eingehalten werden konnte. Siegfried Schott vermutet deshalb ein Interregnum von 1 Jahr, 1 Monat und 15 Tagen. Daneben bleibt die Frage, ob bereits der altägyptische Kalender mit dem zugehörigen Wandeljahr in Gebrauch war oder ob sich die Datierungen auf den ebenfalls 365 Tage umfassenden Sothis-Kalender beziehen.
Funde von Gefäßfragmenten und Tonsiegeln belegen einen regen und erfolgreichen Handel mit Syrien und Palästina. In Gräbern bei Tarchan und Sakkara aus Wadjis Regierungszeit wurde Keramik aus Palästina entdeckt. Als ältester Beleg der ägyptischen Himmelsvorstellungen gilt der „Elfenbeinkamm des Wadji“ aus seinem Grab. Neben der Darstellung des Horusnamens weist er eine geflügelte Barke auf, deren Vogelschwingen unter dem Bug ausgebreitet sind. Das Zentrum der Vogelschwingen ist herausgekratzt. Bekanntheit erlangte Wadji aber in erster Linie durch seine Grabstele aus Abydos. Diese wurde um 1904 von Émile Amélineau ausgegraben, heute befindet sich das Exponat im Louvre. Wie lange Hor Wadji tatsächlich regiert hat, ist unbekannt. Da auf Elfenbeinetiketten bislang nur ein Sokar-Fest überliefert ist, wird seine Regierungsdauer auf sechs bis zehn Jahre geschätzt.
Tonsiegel des Beamten Amka belegen, dass er während der Regierungszeit des Wadji sein Amt als königlicher Verwalter angetreten haben musste, da Amka bereits in der Regierungszeit von Djer an der Verwaltung der Domäne „Hor-sechenti-dju“ beteiligt war. Den unter Djer erhaltenen Titel „Heri-nechenu“ führte Amka unter Wadji weiter. In den frühen Jahren des Nachfolgekönigs Den verstarb Amka, nachdem er am Ende seiner Karriere mit Regionalaufgaben im westlichen Nildelta betraut worden war. Weitere hohe Beamte unter dem Herrscher waren Sedjesechemka und Setka.

Plan des Grabes des Djet in Abydos

Es sind nur zwei Jahrestäfelchen des Herrschers bekannt. Eines von ihnen ist in zwei Exemplaren erhalten. Die Lesung der Ereignisse darauf ist hochgradig problematisch. Helck übersetzt: „Jahr der Planung des Kellers (?) der Doppelanlage, Geburt der Lotusknospenzeichen, Stehen im Kronenschrein der beiden Herrinnen“. Ein weiteres Jahrestäfelchen nennt einen Sieg, die Herstellung („Geburt“) einer Statue (weggebrochen) und vielleicht die Gründung einer Festung. Bei Masra Alam in Unternubien fand sich die kurze Inschrift: „Hemka“ (unter) „Wadji“, die die Anwesenheit eines Beamten dieses Königs belegt.

## Das Grab
Das Grab des Wadji befindet sich in Abydos unter der Bezeichnung Tomb Z. Es handelt sich um eine Lehmziegelgrube von 11,94 × 9,30 m, an 3 Seiten mit insgesamt 19 Vorratskammern versehen. Zu diesem Grab gehörte auch ein großer Talbezirk.
Ein weiteres Grab aus der Zeit des Wadji entdeckte man in Sakkara (Nr. 3504) im Palastfassadenstil, mit 300 eingelassenen Stierköpfen aus Ton mit echten Hörnern. Einige Ägyptologen vermuten in diesem Grab die Ruhestätte des Würdenträgers Sedjesechemka. In Gizeh fand sich eine weitere große Mastaba, die in seine Regierungszeit datiert.